# Driss Mrini
Driss Mrini, né le 11 février 1950 à Salé, est un cinéaste (réalisation et production) et homme de communication marocain.

## Biographie
Natif de Salé en 1950, Driss Mrini avait fait ses études de communication audiovisuelle à l'Université de Hambourg en Allemagne où il avait exercé en tant qu’assistant à la télévision allemande (NDR). De retour au Maroc, il intègre le ministère de l'Information avant de faire carrière à la télévision marocaine et pour laquelle il réalise une multitude de documentaires et émissions de télévision, dont la Watiqa et Naghmawatay.
Le long-métrage Lahnech est une œuvre cinématographique réalisée par le réalisateur Driss Mrini, qui compte à son actif trois autres longs-métrages à savoir Bamou en 1983 portant sur la résistance marocaine, Larbi qui retrace la vie de Larbi Benbarek et Aida qui a été choisi pour représenter le Maroc dans la catégorie meilleur film étranger aux Oscars 2016.
Son intérêt pour le patrimoine marocain, révélé par son travail de documentariste, l'a aussi amené à participer à la réalisation de deux beaux-livres ; l'un en 1997 sur Salé, sa ville natale, et l'autre en 2011 sur la région du Souss et Agadir.